# Ново-Петергофский мост
Ново-Петерго́фский мост — автодорожный железобетонный рамный мост через Обводный канал в Адмиралтейском районе Санкт-Петербурга, соединяет Безымянный остров и левый берег Обводного канала. Объект культурного наследия России регионального значения.

## Расположение
Расположен в створе Лермонтовского проспекта, соединяя его с площадью Балтийского вокзала.
Рядом с мостом расположены Балтийский вокзал, ансамбль зданий Провиантских складов Измайловского полка, Николаевское кавалерийское училище.
Выше по течению находится Балтийский мост, ниже — Краснооктябрьский мост.
Ближайшая станция метрополитена (230 м) — «Балтийская».

## Название
С 1860 до 1914 года мост назывался Штиглицким, по имени А. Л. Штиглица, построившего Петергофскую железную дорогу. Существующее название известно с 1870-х годов и дано по Ново-Петергофскому проспекту (современный Лермонтовский проспект).

## История
Первый мост был построен на этом месте в 1857 году. Это был деревянный трапецеидально-подкосный трёхпролётный мост. В 1883 году он был принят в ведение города. В дальнейшем, с незначительными изменениями конструкции и ширины, мост ремонтировался в 1888, 1891 и 1908—1909 годах. Последний ремонт был осуществлён по проекту, разработанному инженером К. В. Ефимьевым.
В 1916 году, в рамках празднования Лермонтовских дней, городское управление Петрограда испросило высочайшее соизволение переименовать мост в Лермонтовский и перестроить его, украсив мост четырьмя обелисками с изображениями Лермонтова: ребёнком, до поступления в училище, юнкером и офицером.
В конце 1920-х годов в связи с намечавшейся прокладкой трамвайной линии по Лермонтовскому проспекту возникла необходимость постройки нового моста. Авторами выступили инженеры О. Е. Бугаева, Н. Е. Ермолаев, М. И. Жданов, а также архитектор К. М. Дмитриев. Архитектурное оформление моста было выполнено при участии главного архитектора Ленинграда Л. А. Ильина. Проект консультировал профессор Г. П. Передерий. В ходе проектирования рассматривались несколько вариантов конструкции нового моста: однопролётного арочной системы, однопролётного рамно-консольной системы, трёхпролётного неразрезной балочной системы и трёхпролётного обычной балочной системы. К осуществлению был принят новый, пятый по счету, проект моста монолитной рамной конструкции. Строительство моста осуществлялось в 1931—1932 годах. В 1960 году по предложению главного инженера Ленмостотреста Петра Степнова не отличавшиеся художественными качествами перила моста из пруткового железа были заменены художественными чугунными решётками по проекту Ирины Бенуа. 

Деревянный Ново-Петергофский мост (1920-е)
Строительство железобетонного моста (1932 год)
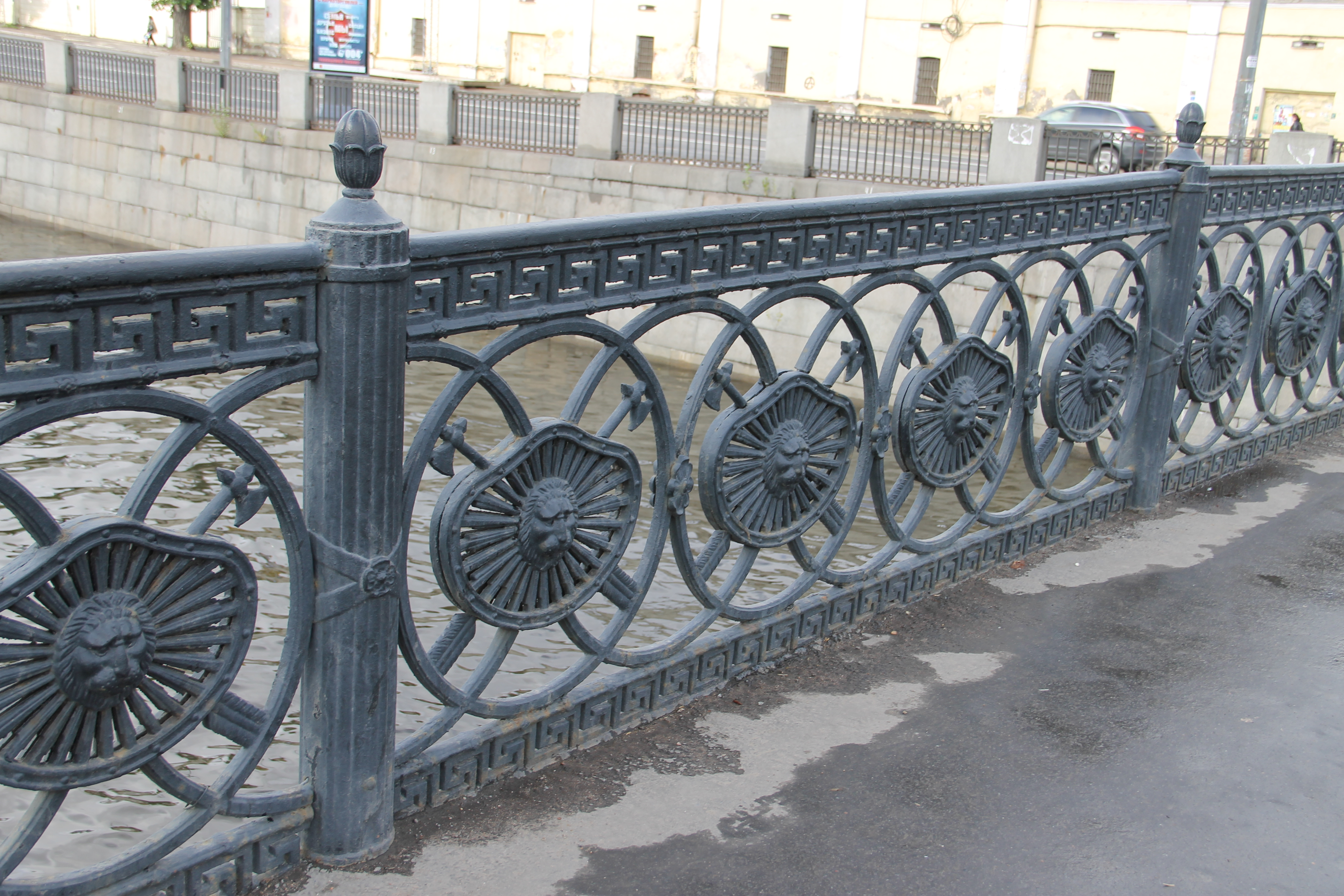
Перильное ограждение моста

## Конструкция
Мост однопролётный железобетонный, по статической схеме представляет собой бесшарнирную раму. В поперечном сечении пролётного строения установлено девять рам. Между собой по верху, рамы объединены плитой проезжей части и диафрагмами. Нижние пояса ригелей рам имеют эллиптическое очертание нижнего пояса. Высота главных балок переменная: в замке — 0,8 м, в месте заделки — 2,6 м; у фасадных: в замке — 1,25 м, у заделки — 3 м. Ноги рам от обреза фундамента до плиты проезжей части объединены между собой вертикальной железобетонной стенкой, и таким образом образована передняя стенка устоев. По низу ноги рамы жёстко объединены плитой фундамента. Основание фундамента опор свайное, из деревянных свай. Головы свай объединены бетонной плитой. Полная длина моста по задним граням парапета устоев — 33,30 м, ширина между перилами в свету — 23,3 м. Габарит проезжей части — 18 м, тротуаров — по 2,63 м.
Мост предназначен для движения автотранспорта и пешеходов. Проезжая часть моста включает в себя 4 полосы для движения автотранспорта. Покрытие проезжей части и тротуаров — асфальтобетон. Тротуары отделены от проезжей части высоким железобетонным парапетом в металлической рубашке. Перильные ограждения металлические, художественного литья. Секции ограждений из перекрещённых окружностей с накладными щитами, с львиной маской посередине, заключены в орнаментальные рамки античного рисунка меандрической формы. Тумбы представлены в виде ликторских пучков. Рисунок перильного ограждения напоминает рисунок перил моста у Московских ворот через засыпанный Лиговский канал. На открылках моста установлен гранитный парапет.